# 征服王朝
征服王朝（英語：Dynasties of Conquest）是西方漢學家德裔美国人魏復古所提出的歷史學名詞，出自他所提出的「征服王朝學說」，首次出現于他與馮家昇合著的《中國社會史：遼》。征服王朝相對於汉族王朝，意指少數民族所建立的中國朝代。此類王朝在吸收漢文化的同时亦刻意保持自身文化，與吸收漢文化並徹底被漢化的滲透王朝不同。

## 定義
魏復古將中國歷史朝代分成兩類：一個是漢族建立的朝代，另一個是由异族（大多是北方民族）所建立的朝代，其中又分成滲透王朝與征服王朝。
- 滲透王朝：東漢末期到西晉時期時，匈奴、羌、氐、羯與鮮卑等族，自塞外內徙，乘西晉末年八王之亂後先後在中原建立國家與朝代，例如五胡十六國、北魏等朝代為代表[2]。這些朝代與國家吸收漢文化並且最後徹底被漢化。雖然這些民族或曾反抗漢化，如北魏的六鎮之亂與北齊皇帝抵制漢化[3]都是反對漢化的例子，然而最後仍然被漢化掉[2]。
- 征服王朝：唐朝之後的契丹、党项、女真、蒙古與滿洲等民族，於唐末、五代、宋朝與明末時，占領漢地一部分或全部領地，分別建立遼朝、西夏、金朝、元朝與清朝等朝代。這些民族一開始就選擇性的攝取漢化，並且維護自身文化[2]。其中元朝偏向抵抗[4][5]，西夏[6]、遼朝[7][8]、清朝[9][10][11]偏重兩者平衡，而金朝[12][13]偏向吸收。

## 特色

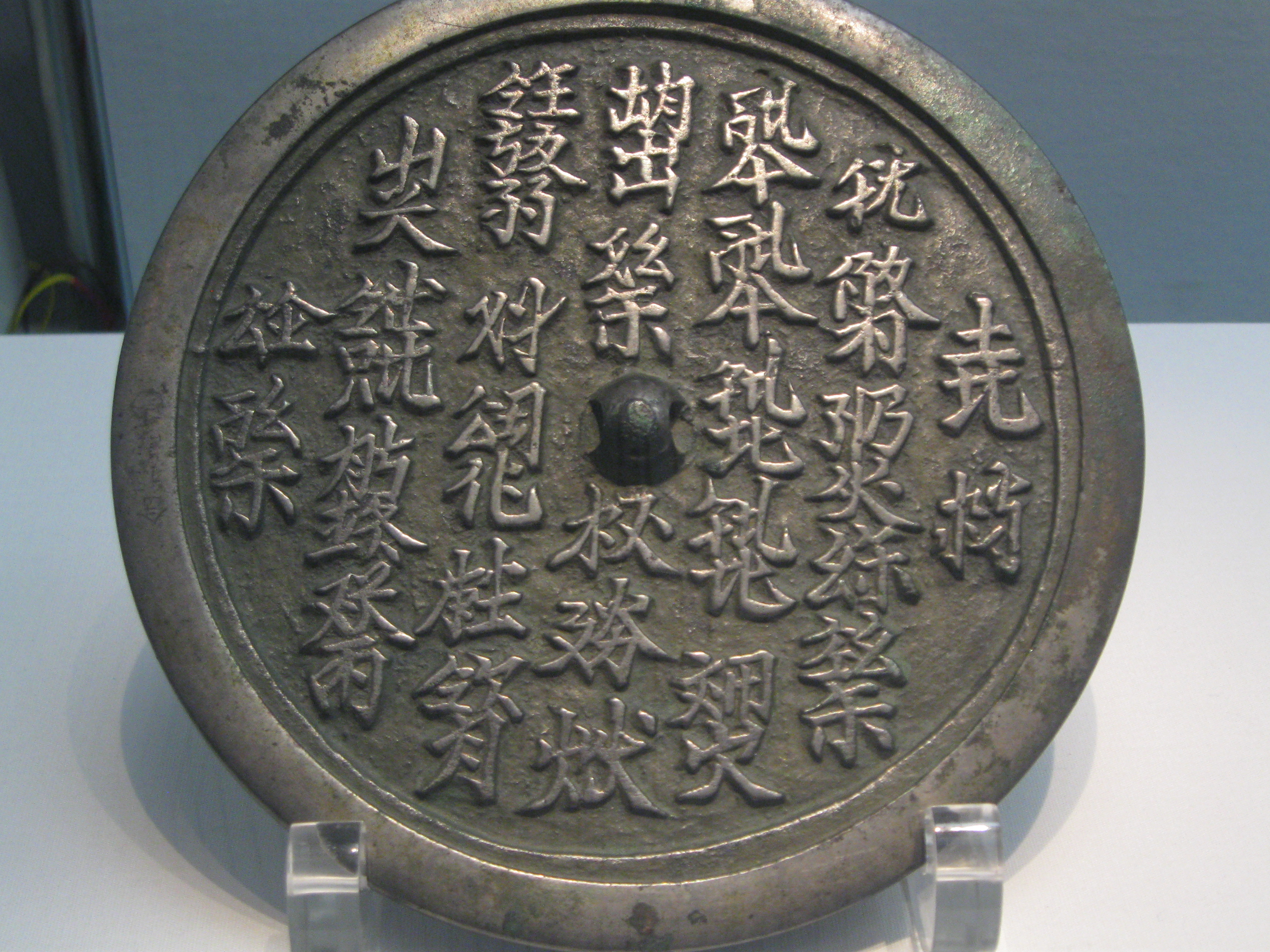
位於銅鏡上的契丹文字

征服王朝大多實施二元政治：以本民族制度管理本民族，以漢族制度管理漢族。例如遼朝官制分北面官與南面官，以北面官管理契丹族，以南面官治理漢族；金朝以猛安謀克管理女真族，以州、縣管理漢族；元朝以蒙古本身制度管理蒙古族，以漢法治理漢地。
征服王朝的民族強調民族特質：外來民族為了維護自身民族文化，在政策上也都刻意維護本族利益。他們創製屬於自己的文字如契丹文字、女真文字、西夏文字、八思巴文與滿文，並奉為國語。為了維護本民族軍事優勢，他們也提倡尚武精神，注重騎射訓練。

## 征服王朝學說
傳統學者採取以漢族為立場的思維，認為征服漢地建立政權的外來民族最後大多被漢文化同化，只有元朝漢化最淺。魏復古改採支配權力者的立場思考，並且提出「征服王朝」學說。他提出兩個論點：認為征服中原的北方民族並非都是被漢文化單向同化，而是與漢族互相涵化，例如北齊要求漢族學習鮮卑文化、北周融合胡漢文化後形成的胡漢關隴集團、元朝鼓勵漢人學習蒙古文化并在较大程度上採取「草原本位政策」、清朝強迫漢人接受剃髮易服等滿洲文化。部分的异族在人數與文化水平方面雖居劣勢，但他們往往保全本身文化，選擇性的攝取漢化，力圖維護自身文化，並且強迫汉族遵从其本身文化。

### 引用
1. 1 2  魏復古與馮家昇.《中國遼代社會史》（HISTORY OF CHINESE SOCIETY: LIAO[906~1125]）.1949年.
2. 1 2 3 4 5 6  竺沙雅章. 《征服王朝的時代》. 稻香出版社. 1998年9月. ISBN 4-311-30446-3.
3. 1 2  《顏氏家訓》提到：「齊朝有一士大夫，嘗謂吾曰：「我有一兒，年已十七，頗曉書疏，教其鮮卑語及彈琵琶，稍欲通解，以此伏事公卿，無不寵愛，亦要事也。」
4. ↑  《征服王朝的時代》〈第六章 元代的中國支配〉: 第166頁－第172頁.
5. ↑  .   [2015-10-27]. （原始内容存档于2016-03-04）.
6. ↑  《西夏王國與東方金字塔》〈第六章 中學西漸：西夏的政治制度〉 第161頁－第164頁.
7. ↑  編輯部編輯（1992年）:《中國文明史 宋遼金時期》遼代 第五章 〈儒學的傳播與教育的發展〉，第104頁。
8. ↑  楊若薇（1992年）:《契丹王朝政治軍事制度研究》第二篇〈官制及行政制度〉，85頁。
9. ↑  《異民族の支那統治史》與《異民族の支那統治概說》[永久]
10. ↑  鄭欽仁、李明仁編譯，《征服王朝論文集》，臺北：稻香出版社，1999年
11. ↑  (日)吉田順一，鄭欽仁譯，〈北亞的歷史發展與魏復古的征服王朝理論〉
12. ↑  《廿二史劄记》卷二八“金代文物远胜辽元”条。
13. ↑  《中國文明史‧宋遼金時期‧金代》〈第五章 文教事業的發展〉: 第1865頁－第1883頁.
14. ↑  杨芳洲，民族主义只能对外不能对内 的存檔，存档日期2016-10-02.
15. ↑  林忌. . 2016-10-20  [2018-09-10]. （原始内容存档于2018-09-10）.
16. ↑  劉浦江《元明革命的民族主義想像》，〈中国史研究〉2014年第3期
17. ↑  傅范維《從〈諭中原檄〉的傳鈔看明代華夷正統觀的轉變》，〈明代研究〉第22期2014年6月
18. ↑  《中國文明史 第四卷 魏晉南北朝 上冊》第一章 政治發展大勢，第67頁。
19. ↑  魏斐德著 陳蘇鎮等 譯. 洪業 滿清外來政權如何君臨中國. 台北: 時英出版社. 2003:  689頁－747頁.